# 2007 ワールドポート・トーナメント
2007 ワールドポート・トーナメント（英語: 2007 World Port Tournament）は、2007年8月2日から12日にかけてオランダのロッテルダムで開催されたワールドポート・トーナメントの第11回大会である。
参加したのはオランダ、日本、アメリカ合衆国、キューバ、チャイニーズタイペイの5カ国で、東都大学野球リーグ選抜が日本代表として出場した。

## 概要
ワールドポート・トーナメントは1985年から始まり、その後2年おきに開催。2007年は第11回大会となった。試合会場はオランダのNeptunus Familie Stadionを利用している。本大会は国際野球連盟が主催・協賛しているオリンピック野球競技や世界大学野球選手権などとは違い、大会の位置づけは低く、オランダが野球の普及に向けて企画しているイベント的なものである。しかしこの大会の成果もあってオランダでの野球人気は年々高まってきており、1985年大会の観客動員数は3万人であったが、2007年大会は6万2千人に達した。試合観戦は有料（2007年度は大人で約2千円）で、ヘッドスポンサーはエネコ（ENECO Energie）となっている。
試合はホームとアウェーの2試合を各国総当たり戦で戦い、上位2チームが優勝決定戦に進む。日本からは日本代表チームとして東都大学リーグの1部、2部から選抜されたメンバーが出場した。ただし2007年の同時期に開催された北京プレオリンピック野球大会に出場する選手は除かれている。オランダ、キューバのメンバー構成はWBC出場選手も含まれていたこともあって、日本代表チームの試合結果は8戦全敗で最下位となった。最終順位は1位キューバ、2位チャイニーズタイペイ、3位アメリカ、4位オランダ、5位日本。

## 参加国・地域
| チーム               | 試合数 | 勝 | 負 | 勝敗率 | 援護点 | RA |
| -------------------- | ------ | -- | -- | ------ | ------ | -- |
| キューバ             | 8      | 8  | 0  | 100%   | 50     | 16 |
| チャイニーズタイペイ | 8      | 4  | 4  | 50%    | 24     | 24 |
| アメリカ合衆国       | 8      | 4  | 4  | 50%    | 40     | 26 |
| オランダ             | 8      | 4  | 4  | 50%    | 19     | 36 |
| 日本                 | 8      | 0  | 8  | 0%     | 13     | 44 |

## 試合結果

### 日本
- 日本0 - 1アメリカ
- 日本3 - 11キューバ
- 日本1 - 3台湾
- 日本3 - 4オランダ

- アメリカ10 - 0日本
- キューバ8 - 1日本
- チャイニーズタイペイ4 - 1日本
- オランダ3 - 2日本

### 優勝決勝戦
- キューバ2 - 0チャイニーズタイペイ

| 2007 ワールドポート・トーナメント 優勝国 |
| ---------------------------------------- |
| · キューバ · 3大会連続4回目の優勝        |